# Hadrovský mlýn
Hadrovský mlýn (U Hadrů, Hadrový, Brouchův) je bývalý vodní mlýn v Praze 5, který stojí na Radotínském potoce.

## Historie
Vodní mlýn je zmíněn roku 1499 v Privilegiu krále Vladislava II. Jagellonského opatu kláštera zbraslavského: „Item dáno jest povolení královské mlynáři velebného opata zbraslavského, aby týž mlynář šaty staré, které k dělání papíru slouží, jinam ze země voziti a prodávati nedopouštěl a papír z nich pro obecný užitek země české dělal.“
V roce 1654 je v Berní rule uveden mlynář Jan Drchota Hadra. Roku 1684 uvádí gruntovní kniha cisterciáckého kláštera na Zbraslavi: „Léta 1684 Jan Berounský s povolením vrchnosti milostiv postavil ten mlýn, kterýžto po mnoho let pustý byl. Pusté místo s políčkem šacováno bylo na 60 kop míšeňských, Roční kladení peněz po šesti kopách.“
Koncem 19. století postavila sestra mlynáře Josefa Malého s manželem ing. Prokeschem na zahradě u mlýna výletní restauraci s tanečním sálem, zvanou „U Hadru“. Přilehlé budovy mlýna pak roku 1913 koupila firma Bárta a Tichý, která zde zřídila drtírnu a dílnu na opracování mramoru.
Po smrti mlynáře Josefa Malého roku 1925 dědicové rozdělili mlýn na mlýnici a obytný dům a ten prodali k bydlení. V bývalé mlýnici se poté vyráběly žehličky, později zde byla sodovkárna. Protože se v době 2. světové války ing. Prokesch přihlásil k německé národnosti, došlo roku 1945 ke konfiskaci výletní restaurace a jejímu předání firmě Fiedler (později Janka); firma v ní zřídila jídelnu pro učňovské středisko vybudované na zahradě.
V roce 1950 byla bývalá mlýnice zbořena a zůstala pouze jediná zeď, obytná budova dál sloužila k bydlení.

## Popis
Původně barokní, zděný mlýn se skládal z mlýnské budovy a obytného domu; patrová obytná budova měla podélný vikýř.
Voda k mlýnu vedla náhonem. V roce 1930 měl jedno kolo na svrchní vodu, hltnost 0,161 m³/s, spád 5 metrů a výkon 6,97 HP.